# Yu Jingyao
Yu Jingyao, född 13 februari 1999, är en kinesisk simmare.
Jingyao tävlade för Kina vid olympiska sommarspelen 2016 i Rio de Janeiro, där hon blev utslagen i försöksheatet på 200 meter bröstsim.